# Puig Oriol (Llagostera)
El Puig Oriol és una muntanya de 182 metres que es troba al municipi de Llagostera, a la comarca del Gironès.